# Mòllera noruega
La mòllera noruega (Trisopterus esmarkii) és una espècie de peix pertanyent a la família dels gàdids
present a l'oceà Atlàntic nord-oriental: des del sud-oest del mar de Barentsz i, de vegades també, Bjørnøya, fins al canal de la Mànega, Islàndia i les illes Fèroe. És capturat principalment per a la fabricació de farina de peix, farratges i oli. L'any 1999 se'n van pescar 112.556 tones a tot el món, essent Dinamarca (amb 57.441 tones), Noruega (51.067) i les illes Fèroe els principals països dedicats a la seua pesca. Les zones de pesca més importants són el nord de la mar del Nord, Skagerrak i, en menor mesura, la costa de Noruega.

## Morfologia
Pot arribar a fer 35 cm de llargària màxima (normalment, en fa 19). És marró grisenc al dors, argentat als flancs i blanc al ventre. Mandíbula inferior lleugerament més llarga que la superior. Barbeta força curta. Té una taca fosca a la vora superior de la base de l'aleta pectoral.

## Ecologia
És un peix d'aigua marina, bentopelàgic, oceanòdrom i de clima temperat (79°N-48°N, 27°W-30°E), el qual viu entre 50 i 300 m de fondària sobre fons fangosos.
Menja principalment crustacis planctònics (copèpodes, eufausiacis, gambes i amfípodes) i, en menor mesura, peixets, ous i larves.
És depredat pel congre (Conger conger) -a Irlanda-, el bacallà (Gadus morhua) -Regne Unit-, l'eglefí (Melanogrammus aeglefinus) -Noruega-, Merlangius merlangus,
l'abadejo (Pollachius pollachius), el peix carboner (Pollachius virens) -Gran Bretanya-,
Trisopterus luscus -Regne Unit-, Himantolophus groenlandicus,
el rap (Lophius piscatorius) -Irlanda-, Molva dipterygia, Molva molva -Noruega-, el lluç europeu (Merluccius merluccius), la lluerna verda (Chelidonichthys gurnardus), l'areng (Clupea harengus), la foca de Grenlàndia (Phoca groenlandica) -Noruega-,
Leucoraja naevus i el dofí mular (Tursiops truncatus) -Gran Bretanya-.
La maduresa sexual és assolida als dos anys de vida i quan fa entre 14 i 15 cm de llargada. El període de fresa ocorre entre el gener i el juliol (sobretot, entre el març i el maig) i els adults migren per reproduir-se. Les principals àrees de fresa es troben al nord-oest d'Escòcia, Noruega, les illes Fèroe i Islàndia. Una femella que faci entre 15 i 19 cm de longitud és capaç de pondre 27.000-51.200 ous.
És inofensiu per als humans i la seua esperança de vida és de 5 anys